# Adicella najas
Adicella najas är en nattsländeart som först beskrevs av Hagen 1859.  Adicella najas ingår i släktet Adicella och familjen långhornssländor. Inga underarter finns listade i Catalogue of Life.